# 웨바강

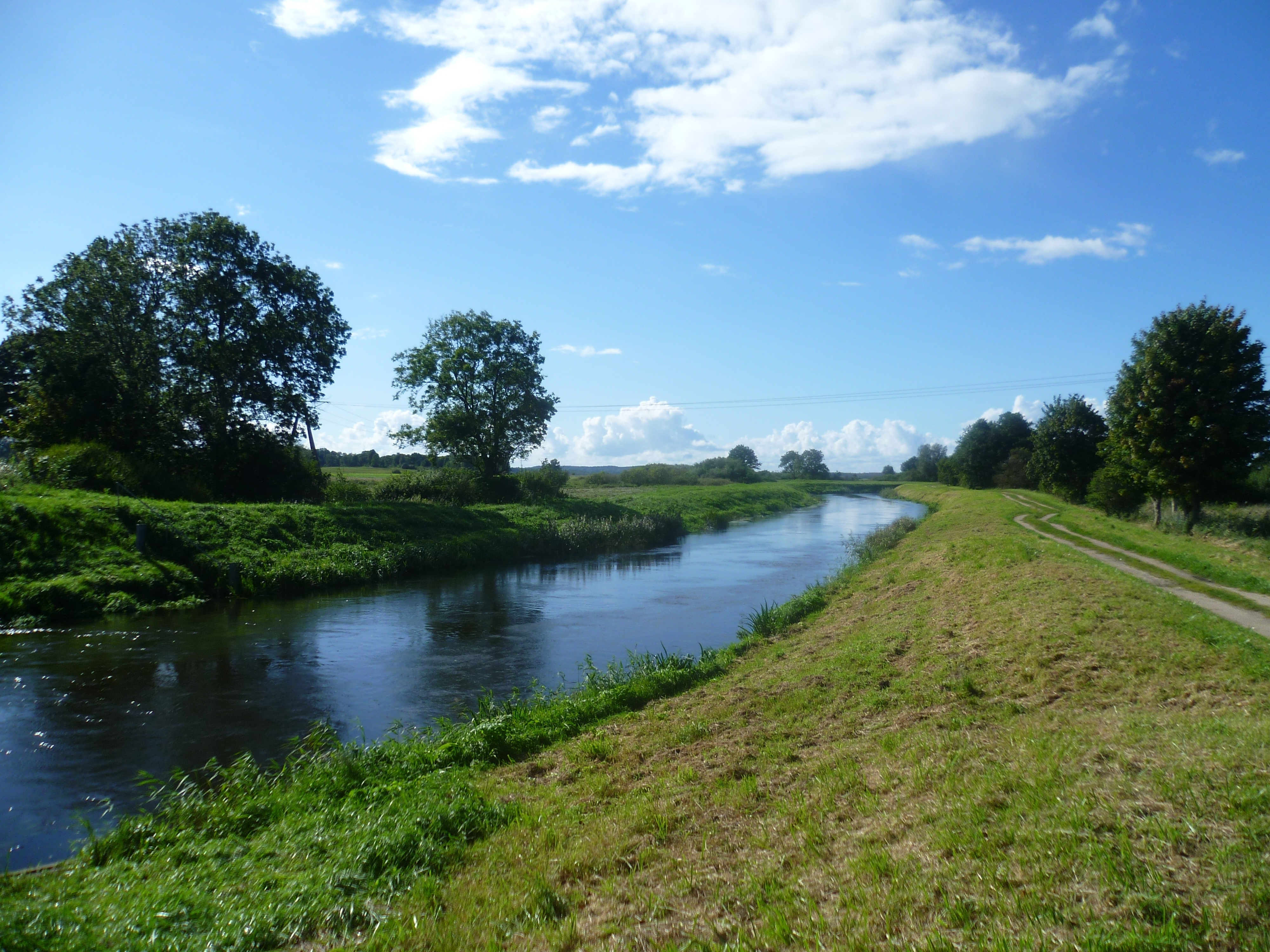
웨바강

웨바강(폴란드어: Łeba)은 폴란드 북부의 강이다. 발트해로 흐른다. 길이는 117km, 유역 면적은 1,801 km2다.